# Liste der Kulturdenkmale in der Altstadt (Plauen)

Lage des Stadtteils Altstadt in Plauen

In der Liste der Kulturdenkmale in der Altstadt sind die Kulturdenkmale des Plauener Stadtteils Altstadt verzeichnet, die bis September 2024 vom Landesamt für Denkmalpflege Sachsen erfasst wurden (ohne archäologische Kulturdenkmale). Die Anmerkungen sind zu beachten.
Diese Aufzählung ist eine Teilmenge der Liste der Kulturdenkmale in Plauen.

## Liste der Kulturdenkmale in der Altstadt
| Bild                                    | Bezeichnung | Lage | Datierung | Beschreibung | ID       |
| --------------------------------------- | --- | --- | --- | --- | -------- |
| Weitere Bilder                          | Malzhaus und Brauhaus | Alter Teich 7, 9 (Karte) | 1727–1730, Teile um 1200 (Malzhaus); 1844 (Brauhaus)                                                                                                  | Stark bildprägender Gebäudekomplex über der Rähme, von großer stadtgeschichtlicher und baugeschichtlicher Bedeutung. Malzhaus 1727–30 errichtet, Bruchsteinmauerwerk, imposantes Mansarddach mit fünf Böden. Nord-und Ostmauer gen. Bauzeit, aber Einbezug mittelalterlicher Bausubstanz: der Eckvorbau an der Südseite (mit rundbogiger Lichtscharte, darüber Fachwerk-Giebelhäuschen) ist der Stumpf eines Turmes, der auf eine Kemenate des alten Schlosses zurückgeht (um 1200). Umfassungsmauern der Süd- und Westseite mit Teilen der alten Stadtmauer bzw. Zwingeranlage. Kreuzgrat- und Tonnengewölbe im Kellerbereich. Reste romanischer und gotischer Fenster. Brauhaus giebelständig 1844 an der Stelle eines abgebrannten Vorgängerbaues errichtet, der Fachwerkgiebel nach Süden entstammt einer heimatstiligen Erneuerung der Anlage 1906/07. | 09246048 |
|                                         | Tuchmacherinnungshaus, jetzt Wohnhaus | Alter Teich 11 (Karte) | Um 1800 (Fassade), Kern älter | Putzbau von großer baugeschichtlicher und ortsgeschichtlicher Bedeutung. Zweigeschossiges spätbarock-klassizistisches Gebäude, um 1800, mit Mansarddach und dreigeschossigem, dreiecksgegiebeltem Mittelrisalit mit Lisenenrahmung, die Geschosse durch Gurtgesims optisch markiert, die Ecke zum Brauhaus hin mit Fachwerk-Anbau, Granit-Portalgewände, Hausflur Kreuzgewölbe. Tuchmacherinnungshaus, jetzt Wohnhaus, Putzbau von großer baugeschichtlicher und ortsgeschichtlicher Bedeutung, gedrungenes zweigeschossiges Gebäude mit Mansarddach und dreigeschossigem, dreiecksgegiebeltem Mittelrisalit mit Lisenenrahmung, die Geschosse durch Gurtgesims optisch markiert, die Ecke zum Brauhaus hin mit Fachwerk-Anbau, Granit-Portalgewände, Hausflur Kreuzgewölbe. | 09246047 |
| Weitere Bilder                          | Altes Rathaus mit Uhr | Altmarkt 1 (Karte) | 1508 | Spätgotisches Altes Rathaus mit Kunstuhr aus dem 17. Jahrhundert, künstlerisch und regionalhistorisch bedeutender Rathausbau. Renaissancegiebel mit geschweiftem Treppengiebel, einigen querverlaufenden Gesimsen, die vertikal in mehreren Achsen symmetrisch angeordnete Pilaster gegliedert sind. Kurfürstliches Wappen, Kunstuhr eingefasst in Holzschnitzwerk, Sonnenuhr auf al-fresco-Malerei. Steingiebel ruht auf spätgotischem Unterbau mit Vorhangfenstern, Eingang mit Laubenvorbau und zwei Freitreppen. Westschauseite mit gotischen Vorhangfenstern (spätes 19. Jahrhundert). Im Erdgeschoss Holzbalkendecken des Rathausbaus von 1508, neu erbaut zwischen 1825 und 1875, starke Eingriffe in das Grundrissgefüge und Raumprogramm der Gebäudeteile von 1508 und des Vorgängerbaus aus dem 14. Jahrhundert. 1912 Veränderung des Süd-Schaugiebels zum Marktplatz. 1922 Giebel und Ratslaube abgebrochen und als zweihüftige Treppenanlage erneuert, 1922 Volutengiebel neu aufgesetzt, heute Kalkstein, verputzt, Sonnenuhr nachgebildet nach Fotos mit Datierung 1784, Kunstuhr original 17. Jahrhundert, Sächsisches Wappen. | 09246049 |
| Weitere Bilder                          | Neues Rathaus (Anschriften: Altmarkt 1a, Herrenstraße 19, Marktstraße 2/4 und Unterer Graben 1) | Altmarkt 1a (Karte) | 1910 | Mehrflügelige Anlage mit stadtbildbeherrschendem Turm, bedeutender Rathausneubau in qualitätvoller architektonischer Gestaltung von großer städtebaulicher und baugeschichtlicher Bedeutung. 1910–22 nach Plänen von Stadtbaurat Wilhelm Goette entstandene mehrflügelige monumentale Anlage mit mehreren Lichthöfen, nordwestlich an das Alte Rathaus anschließend. Durch die große Fläche, die der Gebäudekomplex in der Innenstadt Plauens einnimmt, und durch den 64 m hohen Turm, der ihn bekrönt, besteht eine den Stadtkern stark beeinflussende Struktur und das Bild der Altstadt prägende Wirkung. Durch Hangbebauung unterschiedliche Gebäudehöhen, die drei- bis viergeschossigen, formenreichen Fassaden vom Späthistorismus (Neorenaissance-Aufrisse mit rustiziertem Erdgeschoss, starken Gurtgesimsen und durch Kolossalpilaster zusammengehaltene Obergeschoss, Erker, steile Walmdächer etc.) und gelegentlich noch vom Jugendstil beeinflusst. Der dominante Turm auf quadratischem Grundriss oben von vier polygonalen Ecktürmchen begleitet, diese ebenso wie der oktogonale Turmaufsatz mit verschieferten Hauben, Spitze und Knauf. Große Durchfahrt, in einem Innenhof Dekorationen als Reminiszenz für einen Vorgängerbau (Wohnhaus), der dem Neubau des Rathauses weichen musste. Flügel zum Unteren Graben 1969 bis 1975 mit schräger Curtain Wall an der Stelle von Kriegszerstörungen neu errichtet, Zeugnis der internationalen Nachkriegsmoderne. Am Altmarkt Freitreppe mit Plastik Heinrichs von Plauen. | 09245767 |
|                                         | Keller unter dem Wohnhaus und Hintergebäude | Altmarkt 2 (Karte) | Vor 1500 | Teils mittelalterliche Kellertonnen, ortsentwicklungsgeschichtliche Bebauung. Zwei in einander übergehende Keller, Bruchsteintonnen unterschiedlicher Entstehungszeit. Die zum Markt orientierte Kellertonne dürfte mittelalterlich sein. Die Keller befanden sich unter dem ehemaligen Wohnhaus Marktplatz Nummer 64, heute Altmarkt 2. 1887 wurde über den alten Kellern ein neues Wohn- und Geschäftshaus erbaut, welches im Zweiten Weltkrieg beschädigt und nachfolgend mehrfach umgebaut wurde, so dass das Wohnhaus selbst keine Denkmaleigenschaften mehr aufweist. Die Kellertonnen sind wichtige Zeugnisse der Altstadtbebauung von Plauen. Auch im Denkmalinventar „Das Alte Plauen“ von Walter Bachmann (Bachmann, Walter: Das Alte Plauen. Ein Beitrag zur Inventarisation der Bau- und Kunstdenkmale. Dresden 1954.) sind die Keller auf einem Plan der Stadt Plauen vom Jahr 1844 zu erkennen. Insofern lässt sich deutlich die Bedeutung der historischen Kelleranlagen für die Stadtgeschichtsforschung ablesen. | 09304258 |
|                                         | Wohnhaus | Altmarkt 4a (Obere Endestraße 1) (Karte)                                                                                         | 1886 | Ehemals mit Laden und Gaststätte, baugeschichtlich und stadtentwicklungsgeschichtlich bedeutsam. Schlichter Putzbau mit vier zu zwölf Achsen, Schmalseite zum Altmarkt, Hanglage, symmetrische Hauptfassade, einfache profilierte Fenstergewände, im ersten Obergeschoss mit Schlusssteinen, Mezzaningeschoss mit kleinen quadratischen Fenstern, Kranzgesims mit Konsolen (Zahnschnitt), großes Portal mit waagerechter Verdachung flankiert von zwei kleinen Rechteckfenstern. | 09247405 |
|                                         | Wohnhaus in geschlossener Bebauung | Altmarkt 9 (Karte) | 1899 | Mit Laden, historisierende Putzfassade, baugeschichtlich und bildprägend von Bedeutung. Teil der Altmarktsubstanz und über die Nachbargebäude herausragend, durch Hermann Baumgärtel für den Bauherren Irmisch errichtet, historisierende Putzfassade des schmalen viergeschossigen Gebäudes, das aus zwei Doppelachsen mit Kuppelfenstern besteht, im Erdgeschoss Laden, Fensterverdachungen waagerecht oder Segmentgiebel, Fensterbrüstungen mit verschiedenen Ornamenten verziert, Fassade waagerecht mit Gesimsen untergliedert, Dachgeschoss mit von Renaissance beeinflusstem Zwerchhaus mit verziertem und rundbogig abgeschlossenem Frontgiebel Putzbau viergeschossig, Fensterverdachung waagerecht oder Segmentgiebel, Fensterbrüstungen mit verschiedenen Ornamenten verziert, Fassade waagerecht mit Gesimsen untergliedert, im Erdgeschoss rustizierte Pfeiler aus Sandstein, Dachgeschoss Zwerchhaus mit verziertem Frontgiebel. | 09246007 |
|                                         | Wohnhaus in halboffener Bebauung und in Ecklage | Altmarkt 10 (Karte) | 1897, Kern 16. Jahrhundert | Mit Laden, historistische Fassade, baugeschichtlich bemerkenswerter Bau mit mittelalterlichem Kern. Nach den Plänen Hermann Baumgärtels, Bauherr Robert Hüttel, baugeschichtlich bemerkenswerter Bau mit Kern aus dem 16. Jahrhundert, dreigeschossige verputzte Fassade mit vier Achsen, gegliedert mittels waagerecht verlaufender durchbrochener Gesimse, Ecken betont durch Pilaster aus Sandstein, Fensterverdachung mit figural verzierten Dreiecksgiebeln aus Kunststein, Zwerchhaus im Dach mit zwei Achsen und Bekrönung durch Schweifgiebel. | 09246008 |
|                                         | Wohnhaus in Ecklage in geschlossener Bebauung (bildet ein Grundstück mit Straßberger Straße 2) | Altmarkt 11 (Karte) | 1887, Kern älter | Mit Laden, Putzbau von ortsgeschichtlichem Wert als Wohnhaus bedeutender Plauener Persönlichkeiten, baugeschichtliche, ortsgeschichtliche und städtebauliche Bedeutung. Dreigeschossiger verputzter Bau, fünf Achsen zum Platz, Fassade vereinfacht durch mehrmalige Überformung, Ladenzone um 1900, enthält alten Kern, früher klassizistische Fassade mit Rundgauben, Reste eines Renaissancetreppenhauses mit aus Ziegeln gemauerter Stufenspindel (verformungsgerechtes Aufmaß des Turmes vorhanden), wurde von verschiedenen, für die Stadt bedeutenden Persönlichkeiten bewohnt. Der Umbau erfolgte 1887 nach Entwürfen des Architekten Löwe. | 09246010 |
|                                         | Wohnhaus in geschlossener Bebauung | Altmarkt 12 (Karte) | Um 1600 im Kern | Mit Laden, historistische Putzfassade, älterer Kern, baugeschichtlich von Bedeutung. Die historistische Putzfassade mit Laden entstand 1893 für den Drogisten Otto Kölbel, der Kern des Hauses stammt aber aus der Zeit um 1600, fünf Achsen, drei Geschosse, Fenster mit waagerechter bzw. segmentbogenförmiger Überdachung, in den Segmentbögen Muscheln, Brüstung ebenfalls verziert, rustizierte Ladenzone im Zustand der Erbauungszeit, Gauben stehend mit Dachsegmentbögen, u. a. baugeschichtliche Bedeutung. | 09246011 |
|                                         | Wohnhaus in geschlossener Bebauung | Altmarkt 13 (Karte) | Um 1850, später überformt | Mit Laden, Putzfassade mit Erker, im Rundbogenstil der Mitte des 19. Jahrhunderts, baugeschichtlich von Bedeutung. Leicht verändertes, für das Platzbild bedeutsames Gebäude im Rundbogenstil der Mitte des 19. Jahrhunderts. Viergeschossiger Putzbau durch drei Achsen und zweigeschossigen Erker mit Dreiecksübergiebelung in der Mittelachse gegliedert. Über den Fenstern weite ornamentierte Putzbögen, Erker mit Schmuckfeldern, Gurtgesims über Erdgeschoss und prägender Bogenfries im Traufbereich, segmentbogige barocke Gaupen, Ladenzone um 1900 vereinfacht. | 09246012 |
|                                         | Wohnhaus in geschlossener Bebauung | Altmarkt 14 (Karte) | 19. Jahrhundert, im Kern älter | Mit Läden, spätklassizistischer Putzbau mit mittelalterlichem Kern, baugeschichtlich von Bedeutung. Dreigeschossig, das Erdgeschoss mit Putznutung und Läden und großem rundbogigem Eingang, über Erdgeschoss Fries mit Schmucktafeln, Fenster im ersten Obergeschoss waagerecht verdacht, Traufgesims, steiles Satteldach mit drei Reihen stehender Gaupen, Keller und Mauern bis in die Obergeschosse mittelalterlich, im Obergeschoss barocke Holzbalkendecke vermutlich mit Lehmstakung, Türblätter im Innern 1. Hälfte 19. Jahrhundert, im Erdgeschoss Kreuzgratgewölbe, es sind zwei verschiedene Fassungen der bemalten Gewölbe bekannt. | 09246013 |
| Weitere Bilder                          | Weisbachsches Haus: Ehemalige Kattundruckerei und Wohnhaus, später erweitert durch eine Baumwollspinnerei, mit Gartenanlage (Fabrikpark) und Einfriedung | Bleichstraße 1, 3, 5, 7 (Karte)                                                                                                  | 1777–1778 (Kattundruckerei und Wohnhaus); 1790 (Baumwollspinnerei-Ergänzungsbau der Kattundruckerei); 1808 Dendro (Spinnerei); nach 1900 (Fabrikpark) | Eindrucksvolle, repräsentative spätbarocke Manufakturanlage, von hohem stadtgeschichtlichen, technikgeschichtlichen und künstlerischen Wert. Eindrucksvolle, stadtpalaisartige spätbarocke Manufakturanlage, frühes Zeugnis der Vereinigung von Wohnen und Arbeiten unter einem Dach, von hohem stadtgeschichtlichen, technikgeschichtlichen und künstlerischen Wert. Für den Kattundrucker Joh. Aug. Neumeister aus Nürnberg, bereits seit über zwanzig Jahren in Plauen tätig, entstand die große Textildruckerei (1. Bauabschnitt 1777/78 mit westlichem Risalit; 2. Bauabschnitt formgleich östlich, 1780er Jahre). 1810 unter Ernst W. C. Gössel Anbau einer Baumwollspinnerei an Ostschmalseite (Spinnerei, Weberei und Kattundruck wuchsen zu einer Produktionskette zusammen), weitere Um- und Anbauten bis ins 1. Viertel des 19. Jh. entlang des nördlich verlaufenden Mühlgrabens, ab 1834 im Besitz der Spinnereifirma C. W. Weißbach aus Chemnitz, schwere Bombenschäden 1945. Rund 60 m lange dreigeschossige geputzte Straßenfront aus Bruch- und Ziegelsteinen, zwei dominante viergeschossige Risalite mit den Hauptportalen (Pilasterarchitektur), die Giebel durch Zinkgussvasen bekrönt, Hauptportale in den Risaliten, Mansardgeschoss mit segmentbogigen Gaupen in Fachwerk. Die Erdgeschossräume gewölbt, hinter den drei Portalen Torhallen, Wohnräume in beiden Obergeschossen, Manufakturcharakter im Inneren bestimmend. Nach Regulierung der Weißen Elster (in diesem Bereich 1898/99) wurde der Fabrikantengarten auf einem Teil der ehemaligen Bleichwiesen angelegt. Er war ursprünglich mit dem benachbarten Gartengrundstück der Familie Hempel (ebenfalls Fabrikanten, zu denen verwandtschaftliche Verhältnisse bestanden) verbunden. Unter der Pflege Bernhard Weisbachs wurden zahlreiche dendrologische Besonderheiten in den historischen Vegetationsbestand ergänzt. Eiskeller in Erdhügel eingebettet mit Trockenmauern zum Geländeabfang, Reste der Gartenausstattung wie Wegesystem, Sitznischen, Wasserbecken. | 09245934 |
|                                         | Aufgehendes Mauerwerk eines ursprünglich vermutlich zur ehemaligen Walkmühle gehörenden Gebäudes an der Bleichgasse | Bleichstraße 9 (Karte) | Vermutlich nach 1740 | Im Zweiten Weltkrieg zerstörtes Gebäude, welches unter Nutzung alter Mauern um ein Stockwerk reduziert wieder aufgebaut wurde, im Zusammenhang mit der Nachbarbebauung von großer ortsgeschichtlicher und städtebaulicher Bedeutung. Ursprünglich handelt es sich vermutlich um zwei Gebäude, obwohl sie offensichtlich immer eine Hausnummer und eine Flurstücksnummer aufwiesen. Es wäre zu vermuten, dass die eine Gebäudehälfte zum Wohnen diente, während die andere Haushälfte wirtschaftlich genutzt wurde. Ob die Gebäudereste zur alten Walkmühle oder zur späteren Lohmühle gehörten oder ob sie zu beiden Mühlen gehörten, lässt sich heute nicht mit Sicherheit sagen. Die Walkmühle lag 1740 wüst und wurde dann bis ins 19. Jahrhundert hinein als Lohmühle und später als Pappenfabrik genutzt. Die von der Bleichstraße aus gesehene linke Gebäudehälfte wurde im Zweiten Weltkrieg fast vollständig zerstört. Erhalten blieben zwei rundbogige Pforten zum Mühlgraben. Das Gebäude war ursprünglich zweigeschossig und wurde durch ein Satteldach abgeschlossen. Über einen Zwischenbau war es mit der am anderen Ufer befindlichen Walkmühle verbunden, von der keine Reste erhalten sind. Bei der rechten Gebäudehälfte blieben das Mauerwerk des Erdgeschosses und Reste der Raumgliederung im Erdgeschoss erhalten. Das obere Stockwerk und das ehemalige Satteldach wurden im Krieg zerstört, stattdessen wurde ein flacheres Dach direkt über dem Erdgeschoss aufgeführt. Die Gebäudereste im Verein mit den benachbarten Weberhäusern und dem Weißbachschen Haus bilden eines der ältesten Gebäudeensemble der Stadt. Es handelt sich hierbei um einen frühindustriellen Komplex außerhalb der Stadtmauern mit zugehörigen Wohnbauten, der für die Stadtentwicklungsgeschichte von außerordentlich hoher Bedeutung ist. Wenngleich reduziert und in keinem guten Bauzustand, handelt es sich um einen außerordentlich malerisch wirkenden Winkel der Stadt Plauen, der auch in der Geschichte offensichtlich von den Bürgern der Stadt so empfunden wurde. Dem markanten Ensemble kommt auch eine große ortsbildprägende Bedeutung zu. | 09302656 |
| Weitere Bilder                          | Wohnhaus in jetzt halboffener Bebauung | Bleichstraße 11 (Karte) | Um 1800 | Stadtgeschichtlich wichtiges Gebäude als Teil der historischen Plauener Bebauung, Erinnerungswert, stadtgeschichtliche und städtebauliche Bedeutung. Umbau 1891 für Karl Hermann Lorenz, kleiner zweigeschossiger Bau mit Fachwerk-Obergeschoss und Satteldach, Erdgeschoss massiv, Straßentraufseite baulich stark verändert, an der Rückseite zum Mühlgraben Oberlaube, Zeugnis der Wirtschaftsgeschichte vor der Hochindustrialisierung. | 09245937 |
| Weitere Bilder                          | Wohnhaus in geschlossener Bebauung | Bleichstraße 13 (Karte) | Um 1860 | Zur historischen Auenbebauung gehörendes Gebäude. Zweigeschossiger kleiner Putzbau, als Zeugnis der historischen Auenbebauung vor der Hochindustrialisierung stadtgeschichtlich von Bedeutung. Die Bleichstraße war ursprünglich einzügig mit kleinen zweigeschossigen Wohnhäusern bebaut, von denen dieses eines der letzten ist. | 09247447 |
| Weitere Bilder                          | Wohnhaus in geschlossener Bebauung | Bleichstraße 15 (Karte) | nach 1800, später überformt | Als Weberhaus stadtgeschichtlich wichtiges Gebäude, Teil der historischen Plauener Bebauung vor der Hochindustrialisierung. Umbau 1896 für Albin Rudert, vorkragendes Fachwerk im Obergeschoss, Erdgeschoss Ziegelmauerwerk, Laubengang an Mühlgrabentraufseite, Dach zum Mansarddach mit Schleppgauben umgewandelt. | 09245938 |
|                                         | Wohn- und Geschäftshaus | Braugäßchen 2 (Karte) | Um 1500 oder älter, später überformt | Zum alten Stadtkern gehörender Wohnhausbau, besondere baugeschichtliche und ortsentwicklungsgeschichtliche Bedeutung, auch städtebauliche Relevanz. Verputzter dreigeschossiger kubischer Bau, Fassade zum Altmarkt hin in vier Achsen, im Erdgeschoss mit zwei Rundbögen, Schaufenster neu (um 1990), Fenster mit aufgemalten Faschen, in Braugässchen Portalgewände aus Sandstein, Tür Mitte 19. Jahrhundert. Erdgeschoss: Reste eines zum Teil erneuerten Kreuzgewölbes, zweites Obergeschoss aufgestockt nach 1844, im Keller Tonnengewölbe, in zwei Räumen des ersten Obergeschosses hellgrau gefasste Renaissancedecken (Anfang 17. Jahrhundert). | 09246009 |
|                                         | Wohnhaus in geschlossener Bebauung | Herrenstraße 4 (Karte) | Im Kern vermutlich beginnendes 19. Jahrhundert | Mit Laden, Putzfassade, für das Straßenbild bedeutsam, baugeschichtlich von Bedeutung. Im Kern wohl nach 1800 entstanden, verdankt es sein Aussehen entscheidend dem Umbau von 1895 (dort wohl Einfügung der Ladenzone), den Clemens Illing für die Möbelfabrikanten Gebrüder Schindler projektierte. Verputzter dreigeschossiger Bau mit Mezzaningeschoss, Fassade mit Gesimsen waagerecht gegliedert, Ladenzone mit Putznutung, acht Fensterachsen, im ersten Obergeschoss waagerechte Fensterverdachung, über Gurtgesims Mezzanin, darin acht kleine Fenster mit neun Schmuckfeldern dazwischen (Aufstockung?), flaches Satteldach. Weiterer Umbau 1956 (Arthur Riedel) dokumentiert, trotz veränderter Ladenzone ist das Gebäude für das Straßenbild bedeutsam. | 09246005 |
| Weitere Bilder                          | Doppel-Wohnhaus mit Läden, jetzt in halboffener Bebauung | Herrenstraße 6, 8 (Karte) | 1850 (Nr. 8); 1887 (Nr. 6) | Stadtentwicklungsgeschichtliche und baugeschichtliche Bedeutung. Dreigeschossiges Haus mit zwei Eingängen, die beiden Gebäude heute mit vereinheitlichten Putzfassaden im Rundbogenstil, mit waagerechten Fensterbedachungen und Drempel mit runden Lüftungsöffnungen, Haus Nummer 6 ein sechsachsiger Umbau der 1787 hierher verlegten Alten Apotheke (1887 durch Maurermeister Gustav Richter für Bauer & Eberhardt), mit Angleichung der Fassade an das 1850 entstandene Haus Nummer 8 (drei Achsen), an der Fassade von Nummer 6 historisches Hauszeichen (Relieftafel mit Igel, bereits um 1600 entstandenes Zeichen des Niclas Wenigel), hier im Laden polygone Medaillons mit Gemälden aus dem 19. Jahrhundert. Im Hinterhaus Raum mit gebusten Kreuzgratgewölben, Kelleranlage mit Tonnengewölbe, großer Gewölbekeller mit böhmischem Kappengewölbe. | 09246001 |
|                                         | Wohn- und Geschäftshaus in Ecklage in geschlossener Bebauung | Herrenstraße 16 (Karte) | Im Kern 1885 | Markantes, das Straßenbild prägendes Wohn- und Geschäftshaus von baugeschichtlicher und stadtentwicklungsgeschichtlicher Bedeutung. Entworfen von Feodor Müller, Lehrer an der örtlichen Baugewerkeschule. Über modernen Geschäfts- und Gastronomieausbauten vom Reformstil (1908/09 bereits Umbau nach Plänen Arthur Wetzels) geprägte, zu zwei Straßenfronten identische Fassaden, mit jeweils weiteren zwei Geschossen, die durch welsch gegiebelte zweigeschossige Dachausbauten bekrönt sind, Kulmination durch zentrales hölzernes Türmchen, weiterer Akzent durch zweigeschossigen polygonalen Eckerker. Ornamentik in Formen des Neobarock und des Jugendstils, zweifarbig abgesetzte Putzfassaden, jeweils acht Achsen. | 09246002 |
|                                         | Mietshaus in geschlossener Bebauung | Herrenstraße 18 (Karte) | 1900 | Mit Laden, repräsentativer Putzbau mit Erker in Mittelrisalitfunktion, baugeschichtlich von Bedeutung. Errichtet 1900 nach Entwurf von Arthur Eckhardt. Symmetrische Putzfassade, dreigeschossig, sechs Achsen, prägend dreigeschossiger, dreiecksübergiebelter Mittelerker, dieser flankiert von zwei Gauben mit Segmentbogenabschluss, Bau gegliedert durch kannelierte Pilaster und Eckquaderung, Erdgeschoss in den dreißiger Jahren verändert, dort dann Ladenzone, Hauseingang links, große Fenster, profilierte Fenstergewände, französisch anmutender Dachaufbau. | 09247387 |
| Weitere Bilder                          | Neues Rathaus | Herrenstraße 19 (Altmarkt 1a, Marktstraße 2/4 und Unterer Graben 1) (Karte)                                                      | 1910 | Siehe Altmarkt 1a | 09245767 |
|                                         | Mietshaus in Ecklage in geschlossener Bebauung | Herrenstraße 20 (Karte) | Um 1900 | Mit Laden, historisierende Klinkerfassade, dominanter Staffelgiebel, baugeschichtlich von Bedeutung. Fassade orangefarbener Klinker, mit Sandsteinbändern und -applikationen abgesetzt, Langseite mit als Risalite funktionierenden dreigeschossigen Erkern, waagerechte bzw. giebelförmige Verdachung der Fenster, Staffelgiebel mit abgerundeten Staffeln, im Erdgeschoss Ladenöffnungen mit Rundbogenabschluss. | 09246004 |
| Weitere Bilder                          | Reste der Stadtbefestigung | Johanniskirchplatz (Mühlberg, Alter Teich, Topfmarkt, Straßberger Straße 17, Unterer Steinweg, Postplatz, Oberer Graben) (Karte) | Vor 1300 | Bestehend aus Mauerresten und Mauerabschnitten der einstigen Stadtmauer, dem Nonnenturm mit Mauerresten der ursprünglich vorgelagerten Bastion und einem alten Brunnen (Unterer Steinweg), stadtentwicklungsgeschichtliche Bedeutung. Der Nonnenturm, erwähnt 1390, der letzte im Vogtland erhaltene Stadtmauerturm, aus Tonschiefer, der Turmhelm Backstein. Teile der erhaltenen Mauer bis ins 17. Jahrhundert hinein entstanden, im Bereich Nobelstraße noch bis 7 m hoch und 1,50 m stark. | 09245893 |
| Weitere Bilder                          | St. Johanniskirche | Johanniskirchplatz 10 (Karte) | 1556, im Kern älter | Städtebaulich markanter Bau, von besonderer stadt- und kunstgeschichtlicher Bedeutung. Weithin sichtbar ist die spätgotische Hallenkirche mit zwei markanten Westtürmen, die 1548–56, unter Einbeziehung von Mauerteilen des Vorgängerbaues, einer spätromanischen/frühgotischen Pfeilerbasilika von 1244, nach dem Stadtbrand errichtet wurde. Seit 1122 ist urkundlich ein Gotteshaus an dieser Stelle belegt, somit handelt es sich um die Geschichte der ältesten Pfarrkirche des Gaues Dobna, gestiftet von Graf Adalbert von Everstein. Dreischiffiger Bruch- und Ziegelbau mit schlanken Strebepfeilern (außer an der Westseite), mit Verlängerung der Querhausarme während des neugotischen Umbaus durch Carl Emil Löwe 1885/86. Zwischen den fünfgeschossigen Türmen auf quadratischem Grundriss und mit welschen Hauben aus dem 17. Jahrhundert. Portale und Fenster neugotisch. Innen durch geringe Höhe gedrückt wirkende Halle, mit Vorhalle, hier und im Langhaus sowie im Querhaus von Pfeilern getragenes Sternnetzgewölbe. Empore an drei Seiten. Im Chor unregelmäßiges sechsteiliges Gewölbe mit großem Schlussstein. Die Vogtskapelle mit siebenteiligem Sterngewölbe auf sieben Halbrunddiensten mit Kelchkapitellen. Die Innenraumgestaltung wesentlich von 1912/13 (Stadtbaurat Wilhelm Goette, nach dem Entwurf von Otto Gußmann, Dresden). Nach weitgehender Zerstörung des Gebäudes 1945 begann ab 1951 ein formreduzierter Wiederaufbau. Die verloren gegangene historische Innenausstattung wurde durch einen spätgotischen Flügelaltar aus Neustädtel mit drei Altarfiguren aus dem Schneeberger Museum, durch eine Barockkanzel aus der kriegszerstörten Nicolaikirche in Görlitz, einen Taufstein aus der Nähe von Meißen sowie einen künstlerisch wertvollen Kruzifixus aus dem Vogtlandmuseum Plauen ersetzt. | 09246014 |
|                                         | Wohnhaus in geschlossener Bebauung | Klostermarkt 3 (Karte) | 1884 | Mit Laden, Putzbau von ortsentwicklungsgeschichtlichem und baugeschichtlichem Wert. Erbaut für den Bauherrn Spranger, Architekt Carl Emil Loewe, Bestandteil der Marktbebauung, spätgründerzeitliche Fassade, Erdgeschoss mit großen Schaufenstern und Putznutung der verbliebenen Wandflächen, beide Obergeschoss mit Segmentbogenfenstern und losgelöster waagerechter Fensterverdachung, über Fenstern im zweiten Obergeschoss Putzfelder, Haus sechsachsig, Mezzaningeschoss mit kreisförmigen Blendöffnungen, vier Gauben mit Satteldach erneuert. | 09247392 |
|                                         | Wohnhaus in geschlossener Bebauung | Klostermarkt 5 (Karte) | 1882 | Mit Ladeneinbau, repräsentativer Putzbau, baugeschichtliche Bedeutung und als Teil der Platzbebauung des Klostermarktes von bildprägender Relevanz. Errichtet für den Bauherrn Göbel, dreigeschossig, im Erdgeschoss Ladenausbau und Putznutung der Wandflächen, sechs Achsen, genutete Fenstergewände, Fensterbrüstungen des Erdgeschosses durch Putzfelder betont, waagerechte Fensterverdachungen in beiden Obergeschossen, Sohlbänke im zweiten Obergeschoss auf Kragsteinen, zwischen Sims und Kranzgesims quadratische Blendöffnungen des Mezzaningeschosses, große mittlere Gauben mit drei Fenstern, diese flankiert von je zwei Satteldachgauben. | 09247393 |
|                                         | Wohnhaus in geschlossener Bebauung | Klostermarkt 7 (Karte) | Um 1890 | Mit Laden, Putzbau von platzbildprägendem Wert, baugeschichtliche Relevanz. Dreigeschossig, Erdgeschoss mit Ladenausbau, fünf Achsen, unter Sohlbänken Konsolen im zweiten Obergeschoss, Fensterbankgesims, unter Hauptgesims Blendöffnungen, flaches Satteldach ohne Gauben. | 09247394 |
|                                         | Wohnhaus in geschlossener Bebauung | Klostermarkt 8 (Karte) | 1889 | Mit Ladeneinbauten, schlichter Putzbau des ausgehenden 19. Jahrhunderts von baugeschichtlichem und bildprägendem Wert. Errichtet für E. Horn, dreigeschossig, im Erdgeschoss moderne Ladengeschäfte, sechs Achsen, schmale Gewände, Segmentbogenfenster, Fassade fast ohne Schmuckapplikationen. | 09247391 |
|                                         | Wohnhaus in geschlossener Bebauung | Klostermarkt 9 (Karte) | Um 1890 | Mit Laden, schlichter Putzbau von platzbildprägendem Wert, baugeschichtliche Bedeutung. Hohes Erdgeschoss, schlichte Fenstergewände, zweiachsiger Dacherker mit Segmentbogengiebel, flankiert von je einer Gaube, im Erdgeschoss große Ladenzone, vermutlich nachträglich eingebaut. | 09247395 |
| Direkt Bild zu diesem Denkmal hochladen | Kelleranlage unter dem Wohnhaus | Marktstraße 1 (Karte) | Vor 1800 | Aus Natursteinen gemauerter, tonnengewölbter Keller, baugeschichtliche und stadtgeschichtliche Relevanz | 09247439 |
| Direkt Bild zu diesem Denkmal hochladen | Weinlager, im Keller auf dem Hinterhofgelände | Marktstraße 1 (Karte) | 15. Jahrhundert (Bauteile aus Mittelalter und Renaissance)                                                                                            | Stadtgeschichtliche Bedeutung | 09246036 |
| Weitere Bilder                          | Neues Rathaus | Marktstraße 2, 4 (Altmarkt 1a, Herrenstraße 19 und Unterer Graben 1) (Karte)                                                     | 1910 | Siehe Altmarkt 1a | 09245767 |
|                                         | Wohn- und Geschäftshaus in jetzt halboffener Bebauung | Marktstraße 15 (Karte) | 1901 | Das Wohn- und Geschäftshaus, errichtet von Rudolf Streit für Julius Schneider, ist mit seiner zeitgenössischen historistischen Putzfassade Zeugnis der Stadterweiterung um 1900. Viergeschossig, mit Läden und Gaststätte im Erdgeschoss, zentrales segmentbogiges Portal mit Schlussstein, gerader Verdachung, Putznutung und plastischen Elementen, in den drei Obergeschossen leicht konvex hervortretende Mittelachse mit Triplefenstern, vier genutete Kolossallisenen sorgen für vertikale Betonung, im Bereich der rechten Haushälfte dreiecksgegiebeltes Zwerchhaus, dieses nach Kriegsschäden leicht verändert, im Inneren auch Grundrissänderungen, trotzdem baugeschichtliche Relevanz. | 09246024 |
|                                         | Sparkasse in Ecklage zur Neundorfer Straße und Nobelstraße in geschlossener Bebauung, Einfriedung sowie alte Kelleranlage | Marktstraße 17 (Karte) | 1912 | Baukünstlerisch und städtebaulich bemerkenswertes Bauwerk auf annähernd quadratischem Grundriss. Alter, in Stein gehauener Weinkeller. Errichtet nach Plänen von Stadtbaurat Wilhelm Goette, an städtebaulich markanter Stelle zwischen Neundorfer Straße, Marktstraße und Nobelstraße, zusammen mit der ähnlich gestalteten Feuerwache direkt an den Altstadtkern anschließend, qualitätvolle Schmuckarchitektur zwischen Reformstil und Neobarock und auch an klassizistische Patrizierhäuser erinnernd. Zweigeschossig, drei Schauseiten, das hohe Erdgeschoss mit Sandsteinverkleidung, Obergeschoss verputzt, über Erdgeschoss halbrunder zweigeschossiger Erker zur Marktstraße mit Zwiebelhaube, auf drei Gebäudeseiten dreieckig gegiebelte Zwerchhäuser, im Erdgeschoss profilierte Rundbogenfenster, im Obergeschoss Rechteckfenster mit flachen Verdachungen und Fensterläden, Traufgesims zum Mansarddach mit zahnschnittartigem Fries. Zwischen den Geschossen des Eckerkers der sogenannte Kinderfries mit Darstellung der Gewerbe von Fritz Kretzschmar. Aufwendig ornamentiert auch das Portal zur Neundorfer Straße: Schlussstein, rahmende Volutenpilaster, auf dem Gebälk breite Kartusche und Menschenkopf, Ecke Nobelstraße Kopie eines Hamsters als Symbol der Sparkasse (Bildhauer Johannes Schulze), an der Nobelstraße Eingang zu unterirdischem Weinkeller, innen marmornes Jugendstiltreppenhaus mit Pilasterordnung. | 09246022 |
|                                         | Mühlgraben | Mühlstraße (Karte) | Im 13. Jahrhundert urkundlich belegt | Gesamtverlauf des historischen Mühlgrabens vom Abzweig der Elster bis zur Einmündung in die Elster, technisches Denkmal von ortsgeschichtlicher Bedeutung. Uferbefestigung verändert. | 09245940 |
| Weitere Bilder                          | Ehemalige Feuerwache mit Schlauchturm, heute Jugendherberge, und Einfriedungsmauer | Neundorfer Straße 3 (Nobelstraße 31) (Karte)                                                                                     | 1911 | Architektonisch qualitätvoll gestaltete Gebäude im zeitgenössischen Reformstil (Architekt: Hoffmann), von großer Bedeutung für das Ortsbild und die Ortsgeschichte. An städtebaulich markanter Stelle und zusammen mit der ähnlich gestalteten Sparkasse direkt an den Altstadtkern anschließend, die Feuerwache ein zweigeschossiger Putzbau von 6:3 Achsen, die vier Mittelachsen mit zusätzlichem Geschoss durch Ausbauten des Mansardwalmdaches (hier Fensterläden), durch Lisenengliederung zusammengefasst, an der Straßenfront vier rundbogige Tore als Arkatur, die beiden Hauptgeschosse durch Gurtgesims optisch markiert, an der Fassade historische Warnleuchten und Wappen, Inschrift „Feuerwache“, seitlich eingeschnitten viergeschossiger dominanter Schlauchturm mit steilem überstehendem Satteldach, Obergeschoss mit Holzverkleidung. Einfriedung verputztes Ziegelmauerwerk sowie Pfeiler aus gleichem Material, Natursteinabdeckplatten. | 09245897 |
|                                         | Gedenktafel an der Vogtlandbibliothek | Neundorfer Straße 8 (Karte) | 1955/1975 | Zur Erinnerung an die Opfer des Kapp-Putsches im März 1920 in Plauen, geschichtlich von Bedeutung | 09305826 |
|                                         | Wohnhaus in Ecklage in geschlossener Bebauung | Nobelstraße 1 (Karte) | 1869–1871 | Zweigeschossiger Putzbau, baugeschichtlich von Bedeutung. Das Wohnhaus ist ein zweigeschossiger massiver Putzbau mit Walmdach, dessen neunachsige Hauptseite zur Straßberger Straße zeigt, nur vier Achsen zeigen zur Nobelstraße, Errichtung 1869–71 durch Baumeister Gustav Richter für Traugott Eckhardt mit schlichter Fassade, der Bau könnte im Kern älter sein, westlich verläuft die Stadtmauer durch das Hinterhaus. Veränderungen im Wand-Öffnungs-Verhältnis durch Geschäftseinbau und bei jüngster Renovierung Entfernung der Haustür zur Nobelstraße, auch Gaupen nicht original, im Keller verschiedene kleine Tonnengewölbe. | 09246039 |
|                                         | Wohnhaus in geschlossener Bebauung und in Ecklage, mit Innenhof und Hintergebäude | Nobelstraße 2 (Straßberger Straße 18) (Karte)                                                                                    | Vor 1500 (ältester Bestand), vor 1800 (wesentlicher Bestand)                                                                                          | Mit Laden, zum Teil bis ins 16. Jahrhundert zurückgehender Putzbau mit barocken Stuckdecken aus dem 18. Jahrhundert im Obergeschoss, u. a. baugeschichtlich von Bedeutung. Mehrere Erweiterungen, der Bau weist an der Ecke zwei Achsen tief noch Fachwerk auf, das aber, wie der Rest, verputzt ist. Steiles 3/4 Krüppelwalmdach, der Anbau Satteldach, mit Tonnengewölbe teilunterkellert, Ladeneinbau, Fenstergrößen Erdgeschoss und die stehenden Gaupen sind spätere Veränderungen, das Bauwerk gehört zur frühen Kernbebauung Plauens und ist daher von baugeschichtlicher, ortsentwicklungsgeschichtlicher und städtebaulicher Bedeutung. | 09247449 |
|                                         | Wohnhaus in geschlossener Bebauung | Nobelstraße 3 (Karte) | 1877, Kern älter | Fachwerkgebäude mit späterer schlichter Putzfassade, u. a. baugeschichtliche Bedeutung. Bestandteil der für das Bild und die Struktur der Altstadt wichtigen Nobelstraße, Eduard Müller für Franz Ludwig Oschatz, mit Schaufenster weiterer Umbau 1905, zweiachsig, dreigeschossig, Gurtgesims, profilierte Fenstergewände, erstes Obergeschoss mit waagerechten Fensterverdachungen, im zweiten Obergeschoss kleinere Rechteckfenster, weit auskragendes Traufgesims zweiachsig. | 09247404 |
|                                         | Wohnhaus mit Gaststätte „Die Matsch“ sowie Seitengebäude und Hinterhaus in geschlossener Bebauung | Nobelstraße 5 (Karte) | Kern 16. Jahrhundert | Strukturbestandteil der historischen Ortskernbebauung, baugeschichtlich und ortsgeschichtlich von Bedeutung. Die Anlage geht zurück auf die Zeit um 1500 und gehört zur frühen Kernbebauung Plauens. - Das zweigeschossige Hauptgebäude mit der Traufseite zur Nobelstraße, einfache Putzfassade, Satteldach mit neuen Gaupen, Portalgewände aus Granit (Anfang 18. Jahrhundert), 1895 Umbau (Gustav Richter für A. Lorenz), innen Nischen mit Korbbogen, Reste Gaststättenausstattung (um 1920). - Seitengebäude: mit nachträglich eingebautem Laubengang - Hinterhaus: im Erdgeschoss mit Tonnengewölbe, Stadtmauer und Wehrgang laufen durch Hinterhaus, Esse mit mehreren Räucherkammern, begehbarer Kamin, Decken und Wände mit Lehmstakung, Fenstersturz im Obergeschoss mit Korbbogen, Türen mit barocken Beschlägen | 09246038 |
|                                         | Wohnhaus in geschlossener Bebauung | Nobelstraße 6 (Karte) | 1898 | Mit historistischer Klinkerfassade, baugeschichtlich und ortsentwicklungsgeschichtlich relevant, straßenbildprägend. Als Spekulationsbau von Richard Schindler für sich selbst errichtet, mit historisierender Fassade (siehe auch Nummer 8), dreigeschossig und fünfachsig, rote Klinkerfassade mit hellem Fensterdekor, Mansarddach und Gauben mit pyramidalem Abschluss, Fensterüberdachungen waagerecht, Dreieck- bzw. Segmentgiebel (teilweise Beton bzw. mit Ziegeln gemauert), zurückhaltende Stuckornamentierung, Fenster im originalen Sinn, großer segmentbogiger Eingang, Türblatt nicht original. | 09246035 |
| Weitere Bilder                          | Wohnhaus in geschlossener Bebauung | Nobelstraße 7 (Karte) | 1890, Kern älter | Baugeschichtlich und ortsentwicklungsgeschichtlich von Bedeutung. Das zweigeschossige und im Obergeschoss vierachsige Gebäude in geschlossener Bebauung hat im Inneren ein barockes Kreuzgewölbe. Es verdankt sein heutiges Aussehen aber Baumaßnahmen von 1890 (August Vogel) und 1941 (Enno Zimmermann). Das Erdgeschoss mit waagerechter Putznutung stellt mit seinen jetzigen Öffnungen eine Rekonstruktion jüngster Zeit dar, das flache Satteldach hat aber einen alten Dachstuhl. Das Hinterhaus mit Tonnengewölbe grenzt an Stadtmauer. Der denkmalkundliche Aspekt liegt hier vorrangig im Beitrag des Gebäudes zur historischen Ortsstruktur. | 09246037 |
|                                         | Wohnhaus in halboffener Bebauung | Nobelstraße 8 (Karte) | 1898 | Historistische Klinkerfassade, baugeschichtlich von Bedeutung. Als Spekulationsbau von Richard Schindler für sich selbst errichtet, mit historisierender Fassade (siehe auch Nummer 6), dreigeschossig und vierachsig, rote Klinkerfassade mit hellem Fensterdekor, Mansarddach und Gauben mit pyramidalem Abschluss, Fensterüberdachungen waagerecht, Dreieck- bzw. Segmentgiebel (teilweise Beton bzw. mit Ziegeln gemauert), zurückhaltende Stuckornamentierung, Fenster im originalen Sinn, großer segmentbogiger Eingang, Türblatt nicht original, Klinkermischbauweise. | 09246034 |
| Weitere Bilder                          | Ehemaliges Wohn- und Geschäftshaus mit Innenhof und Hintergebäuden in geschlossener Bebauung (Vogtlandmuseum) | Nobelstraße 9 (Karte) | 1787–1789 | Gehört zu den eindrucksvollsten Gebäudekomplexen des Rokoko in Plauen, heute Museum, große baugeschichtliche und ortsgeschichtliche Bedeutung. Das heutige Vogtlandmuseum ist ein klassizistischer Komplex aus drei Häusern, errichtet im späten 18. Jahrhundert als Wohn- und Geschäftshäuser reicher Plauener Baumwollwarenhändler, mit Seitentrakten, Gartenflügeln, vier Innenhöfen und drei Gärten. Sowohl wegen der wertvollen Fassadengestaltung als auch wegen ihrer Inneneinrichtung zählen die Bauten zu den wertvollsten Baudenkmälern des Vogtlandes. In Nr. 9 und 11 von 1889 bis 1925 Gaststätte, 1923 Eröffnung des Vogtlandmuseums, Kriegsschäden, 1952 Einbezug des Hauses Nr. 13 in die Museumsnutzung. Nr. 9 (Bauherr Joh. Christian Baumgärtel) zweigeschossiger und siebenachsiger Putzbau mit Mezzaningeschoss, Erdgeschoss mit Putznutung und von den Obergeschossen optisch durch Gurtgesims geteilt. Flacher dreiachsiger und mit Dreieck übergiebelter Mittelrisalit, mittiges Bogenportal mit Löwenkopf-Schlussstein und Girlanden, qualitätvolles hölzernes Türblatt. Im Giebeldreieck Merkurhut und Merkurstab als Kaufmannszeichen (vermutlich nachträglich, wie auch die Medaillons mit Baumeister und Bauherrn). Mansarddach schiefergedeckt, segmentbogige Gaupen. Im Mezzaningeschoss Saal mit Alkoven und Rokokodekoration. 1792/1793 Zusammenfassung mit dem Wohnhaus Nr. 11 zu einer architektonischen Einheit. In der Folge von bedeutenden Persönlichkeiten bewohnt. Rechteckiger Grundriss mit Innenhof, der durch Portal und gewölbte Durchfahrt erreicht wird. Im Erdgeschoss des Innenhofes ehemals Kontorräume, Niederlagen, Ställe und Lagerhallen. Das Hintergebäude ruht auf ehemaliger Stadt- und Zwingermauer und ist durch kleineres Hinterhaus mit dem später entstandenen Wohnhaus Nobelstraße 13 verbunden. | 09246050 |
| Weitere Bilder                          | Ehemaliges Wohnhaus in geschlossener Bebauung, mit Hintergebäuden | Nobelstraße 11 (Karte) | 1787–1789 | Hervorragendes Zeugnis des Rokoko in Plauen, künstlerisch bedeutende Innenräume, große baugeschichtliche und ortsgeschichtliche Relevanz, heute Museum. Putzbau mit zwei hohen Geschossen, ausgeprägtem Traufgesims und steilem Mansarddach mit dominantem dreiecksgegiebeltem Zwerchhaus (Giebeldreieck Okulus), begleitet von zwei segmentbogigen Gaupen, nur drei Achsen. Erdgeschoss Putznutung, die seitlichen Fenster mit Dreieckgiebel verdacht und pilastergerahmt. Obergeschosse mit geraden Öffnungsverdachungen und Pilastergliederung, deren Kapitelle in das Schmuck-Traufgesims hinein ragen. Eingang ist heute Haus Nr. 9, mit dem Nr. 11 1791–93 zu einem Haus verbunden wurde. Bauherr hier ebenfalls J. Ch. Baumgärtel. Im Erdgeschoss gewölbte Magazine und ehemalige Stallanlage. Im Obergeschoss des Hinterhauses Gartensaal, der innen mit zierlicher Stuckarbeit dekoriert ist. Im Obergeschoss des Vorderhauses Festsaal mit prachtvoller Stuckdekoration im Louis-seize-Stil an Wänden und Decke (Hochrelief mit zwölf Monatsdarstellungen, bekrönt von Rosettenfriesen und figurierten Rundmedaillons in liegenden Rechteckfeldern), gilt als künstlerisch bedeutsamster Innenraum Plauens. Drei Biedermeierzimmer an der Hofseite besitzen qualitätvolle Stuckdecken. | 09246051 |
| Weitere Bilder                          | Ehemaliges Wohnhaus in geschlossener Bebauung, mit Hofgebäude | Nobelstraße 13 (Karte) | 1795 | Bestandteil einer für Plauen einzigartigen Rokoko-Häuserzeile, baugeschichtlich und ortsgeschichtlich bedeutend, heute Museum. 1795 auf dem Gelände des ehemaligen Zwingers und Stadtgrabens erbaut, Bauherr Kaufmann Joh. Christian Kanz. Zwei- bis dreigeschossiger breiter Putzbau mit neun Achsen, strenge Symmetrie. Im hohen Erdgeschoss Putznutung, zentrales Portal mit Korbbogen und Schlussstein, Tür qualitätvolle Kunsttischlerarbeit, wertvoller Türklopfer. Über Erdgeschoss Gurtgesims. Der dreiachsige flache Mittelrisalit durch Kolossallisenen gegliedert und in bekröntem Vollgeschoss-Dachhaus kulminierend. Mansarddach schiefergedeckt, geschweifte Gauben mit segmentbogigen Öffnungen. Einachsige Seitenrisalite im Obergeschoss dreiecksgegiebelt, lisenengerahmt und im Traufbereoich abschließend. Putz-Stuck-Schmuckfelder. Im Hauptgebäude dreiläufige Treppe, einige Räume mit Deckenstuckaturen, Innenhof durch Bogenportal des Haupteingangs zugänglich. | 09246052 |
|                                         | Wohnhaus in geschlossener Bebauung | Nobelstraße 15 (Karte) | 1878 | Gründerzeitliches Mietsgebäude mit spätklassizistischem Ornament, baugeschichtliche Bedeutung, bildprägend. Dreigeschossige Putzfassade, durch Gurtgesimse horizontal betont, mit je einachsigen, flachen putzgenuteten Seitenrisaliten, im ersten und zweiten Obergeschoss gekuppelte Fenster, nur die Fenster der Mittelachse über dem zentralen Eingang einachsig, über den Fenstern floraler Ornamentfries, zwischen den Öffnungen kannelierte Pilaster, gerade Fensterverdachungen (im ersten Obergeschoss mit Dreiecks-Stuckgiebeln überfangen), Traufgesims Zahnschnitt, Satteldach mit Gauben, ein Teil der Fenster noch original, T-Sprossung im ursprünglichen Sinne. | 09246030 |
|                                         | Wohnhaus in geschlossener Bebauung | Nobelstraße 17 (Karte) | 1878 | Klassizistisch wirkende Putzfassade, baugeschichtlich von Bedeutung. Fassade verputzt, dreigeschossig, Satteldach mit Gauben, im Erdgeschoss nachträglicher Ladeneinbau, fünf vertikale Achsen, Portal und Fenster nicht mehr original, Gesimse durch Stuck gestaltet, Konsolen auf Kragsteinen, Traufgesims, zurückhaltender ornamentaler Fassadenschmuck. | 09246029 |
|                                         | Wohnhaus (mit nachträglich eingebauter Gaststätte und Weinhandlung) in Ecklage und halboffener Bebauung | Nobelstraße 18 (Karte) | 1798, später überformt | Städtebaulich markanter Putzbau im Altstadtkern von baugeschichtlicher und ortsgeschichtlicher Bedeutung. Eckbau mit verputzter, lisenengegliederter Fassade, zweigeschossig, Mansarddach schiefergedeckt mit Gauben, seit Mitte des 18. Jahrhunderts mehrfach überbaut, mit Einfriedung und zweiflügeligem Tor, eine Frontseite durch dreiecksgegiebelten Mittelrisalit mit Lisenen betont, im Erdgeschoss Fenstergewände und Türportale zum Teil mit Granit eingefasst, später teilweise erneuert, im Erdgeschoss Kreuzgratgewölbe mit Gurten. | 09246025 |
|                                         | Wohnhaus in geschlossener Bebauung | Nobelstraße 19 (Karte) | 1878 | Gründerzeitbau mit klassizistisch wirkender Putzfassade, baugeschichtlich von Bedeutung. Fassade verputzt, dreigeschossig, Satteldach mit Gauben, vertikal durch drei Achsen gegliedert, Mittelachse gerahmt von 2 Seitenrisaliten, Mittelfensterverdachung mit Segmentgiebel, waagerechte Gliederung durch Gesimse und Überdachungen der Fenster, Fassade im Bereich der Fenster zurückhaltend ornamentiert, im Eingangsbereich Art-déco-Malerei (1921). | 09246028 |
|                                         | Wohnhaus in geschlossener Bebauung | Nobelstraße 21 (Karte) | 1878 | Gründerzeitbau mit klassizistisch wirkender Putzfassade, baugeschichtlich von Bedeutung. Fassade verputzt, dreigeschossig, Satteldach, drei vertikale Achsen, Fenster verändert mit Verdachung, Gesimse durch Stuck betont, Sandsteinkonsolen auf Kragsteinen, profiliertes Traufgesims, Portal original, zurückhaltender ornamentaler Fassadenschmuck. | 09246027 |
|                                         | Wohnhaus in geschlossener Bebauung | Nobelstraße 23 (Karte) | 1877 | Gründerzeitbau mit klassizistisch wirkender Putzfassade, baugeschichtlich von Bedeutung. Fassade verputzt, dreigeschossig, Satteldach, im Erdgeschoss nachträglicher Ladeneinbau, vier Achsen, Fenster in ursprünglicher Teilung mit Überdachung, Gesimse durch Stuck betont, Sandsteinkonsolen auf Kragsteinen, Traufgesims, Portal original, zurückhaltender ornamentaler Fassadenschmuck. | 09246026 |
| Weitere Bilder                          | Ehemalige Feuerwache mit Schlauchturm, heute Jugendherberge, und Einfriedungsmauer | Nobelstraße 31 (Neundorfer Straße 3) (Karte)                                                                                     | 1911 | Siehe Neundorfer Straße 3 | 09245897 |
|                                         | Wohnhaus (Anschrift: Obere Endestraße 1 und Altmarkt 4a) | Obere Endestraße 1 (Altmarkt 4a) (Karte)                                                                                         | 1886 | Siehe Altmarkt 4a | 09247405 |
|                                         | Städtisches Brandschutzamt und Einfriedungsmauer | Oberer Graben 20 (Karte) | 1911 | Architektonisch qualitätvoll gestaltete Gebäude im zeitgenössischen Reformstil, von großer Bedeutung für das Ortsbild und die Ortsgeschichte. Dreigeschossiger Putzbau mit Seitenflügel, Hauptkörper mit hohem Mansarddach und verkröpftem Traufgesims, über Erdgeschoss Gurtgesims, im Erdgeschoss rundbogig abschließende Garagentore (Garagen für Einsatzfahrzeuge). | 09245897 |
|                                         | Wohnhaus in geschlossener Bebauung in Ecklage | Oberer Steinweg 2 (Karte) | Um 1850, später überformt | Mit Laden, Putzbau des 19. Jahrhunderts, Fassade später überformt, baugeschichtlich und bildprägend von Bedeutung. Entstanden in der 2. Hälfte des 19. Jahrhunderts, Fassade um 1925 überformt, dreigeschossiger Putzbau mit Art-déco-Ornament, 10-1-2 Fensterachsen, letztere am Altmarkt, Gauben in Dachzone, Ladenzone verändert. | 09246015 |
|                                         | Wohnhaus in geschlossener Bebauung | Oberer Steinweg 4 (Karte) | Um 1850 im Kern | Mit Laden, mehrfach überformter Putzbau aus der Mitte des 19. Jahrhunderts, u. a. von stadtentwicklungsgeschichtlicher Bedeutung. Dreigeschossig, vier Achsen, Art-déco-Ornament, Drempel mit Luken, Gauben in Dachzone, Ladenzone verändert. Umbauten: 1872 Ladentür und Schaufenster, 1887 von Maurermeister August Vogel. | 09246016 |
|                                         | Wohn- und Geschäftshaus in Ecklage in geschlossener Bebauung, und Anbau (in Untere Endestraße) | Oberer Steinweg 8 (Karte) | 1912 | Mit Laden, Putzbau mit Eckbetonung, baugeschichtlich von Bedeutung. Verputzt, dreigeschossig, architektonisch qualitätvoll gestalteter Erker, Sprossenteilung und Bleiverglasung den alten Fenstern nachempfunden, vorgelegte kannelierte Halbsäulen, Mezzaningeschoss, Kranzgesims, umlaufende Gesimse, Ladenzone mit kannelierten Pilastern, verändert. | 09246017 |
|                                         | Terrassierter ehemaliger Rahmenberg zwischen Stadtmauer und Mühlgraben und unterhalb der Johanniskirche sowie ehemalige terrassierte Gärten des Weißbachschen Hauses | Pfortengäßchen (Karte) | Seit 15. Jahrhundert bis Anfang 19. Jahrhundert | Ursprünglich waren auf diesem Gelände Rahmen aufgestellt, auf denen die Tuchmacher Tuche zum Trocknen aufspannten, die sie aus der unterhalb gelegen Walkmühle gebracht hatten, eines der wenigen Zeugnisse der frühen Textilindustrie Plauens von stadtgeschichtlicher und landschaftsprägender Bedeutung. In Plauen ist die Tuchmacherei bereits im 15. Jahrhundert nachweisbar. 1529 bildete die Innung der Tuchmacher die stärkste Innung. Die letzten Tuche wurden bis zu Beginn des 19. Jahrhunderts in Plauen produziert. Man kann also davon ausgehen, dass der Rahmenberg unterhalb der Stadtmauer und unterhalb des Malzhauses und der Johanniskirche in diesem Zeitraum existierte. Bildlich ist er dokumentiert auf dem Blatt „Plauen“ der Münsterschen Kosmographie aus dem Jahr 1598 und auf dem Epitaphbild der Johanniskirche, wohl aus dem Jahr 1725. Auf diesen Bildern sind die Rahmen mit den langen farbigen Tüchern deutlich erkennbar. Aber auch das terrassierte Gelände mit großen Stützmauern nahe der Textilmanufaktur Weißbachsches Haus und des Mühlgrabens und nicht zuletzt die sonnige Lage bezeugen diese Nutzung. In der ursprünglich nahe gelegenen Walkmühle wurden die gewebten Tuche gewalkt, um die Fasern zu verfilzen und somit das Gewebe zu verdichten. Die Tuche mussten anschließend auf sogenannten Rahmen getrocknet werden, die auf einem geeigneten sonnigen Gelände nahe der Produktionsstätten aufgestellt wurden. In Plauen gehörten die Rahmen der Tuchmacherinnung. Die Meister mussten für deren Nutzung eine Gebühr an die Tuchmacherinnung bezahlen. In Plauen wurde der Rahmenberg als „Rähme“ oder in Innungsurkunden auch als „Rehmbergk“ bezeichnet. | 09301982 |
|                                         | Wohn- und Geschäftshaus in Ecklage und in geschlossener Bebauung | Rathausstraße 8 (Karte) | 1905–1908 | Städtebaulich dominanter Jugendstilbau, Ecke Klostermarkt, mit baugeschichtlicher Bedeutung. Sandsteinfassade, vier Geschosse, Geschäftsräume über zwei Geschosse, reich gegliedert mit Gesimsen und Pilastern, im zweiten Obergeschoss Bogenordnung der Fenster, dreigeschossiger Eckerker auf Konsole bekrönt mit Turm, Gauben halbkreisförmig, Erdgeschoss durch Ladeneinbau verändert. Innen Wendeltreppe mit hohler Spindel, gusseiserne Konstruktion und Geländer im Original erhalten. | 09246021 |
| Weitere Bilder                          | Ehemaliges Konventgebäude des Komturhofes des Deutschen Ordens | Schulberg 2 (Karte) | nach 1224, mehrfach abgebrannt und wiederaufgebaut | Ruine nach Bombenangriff von 1945, Gebäude des Konventgebäudes von großem stadtgeschichtlichen Wert | 09245941 |
|                                         | Wohnhaus in geschlossener Bebauung (Gebäude verbunden mit Altmarkt 11) | Straßberger Straße 2 (Karte) | Im Kern 15./16. Jahrhundert | Im Kern mittelalterlich, von großer hausgeschichtlicher und stadtentwicklungsgeschichtlicher Bedeutung. Fassade verputzt, Fenstergewände aus Formsteinen, flache Figurennische im Zentrum der Fassade, profilierte Fenster (16. Jahrhundert), mittelalterlicher Kern, klassizistisch überformt, Ende 1960 freigelegt. | 09246040 |
|                                         | Wohnhaus in geschlossener Bebauung | Straßberger Straße 3 (Karte) | Kern 16. Jahrhundert, mehrfach überformt | Im Kern mittelalterlich, von großer hausgeschichtlicher und stadtentwicklungsgeschichtlicher Bedeutung. Innen noch einige Renaissancebauteile, heute mit nachempfundener klassizistischer Fassade. Dreigeschossig, vierachsig, Erdgeschoss mit Putznutung, neue Haustür Putzfassade mit Putznuten. | 09246041 |
|                                         | Wohnhaus in geschlossener Bebauung und Hinterhaus | Straßberger Straße 5 (Karte) | Im Kern 16. Jahrhundert | Mit Laden, im Kern mittelalterlich, von großer hausgeschichtlicher und stadtentwicklungsgeschichtlicher Bedeutung. Die Putzfassade stammt großteils von 1880 (Bauherr Otto Tröger). Dreigeschossig, fünfachsig, horizontale Betonung durch Gurtgesimse, gerade Fensterverdachungen und profiliertes Traufgesims, Satteldach mit Gauben. Obergeschosse mit Fenstergewänden aus Sandstein, Ladeneinbauten aus dem 19. Jahrhundert noch erhalten, im Hinterhaus Fachwerk. Innen im Keller mittelalterliches Tonnengewölbe. Keller, Erdgeschoss und Obergeschoss im Kern 16. Jahrhundert. Fußboden im zweiten Obergeschoss mit Holzfußboden mit geometrischer Aufteilung (1876) und Kachelofen (1876). | 09246042 |
|                                         | Wohnhaus in geschlossener Bebauung | Straßberger Straße 7 (Karte) | Im Kern 18. Jahrhundert | Historisierende Putzfassade, im Kern 18. Jahrhundert, als Teil der Altstadtbebauung von stadtentwicklungsgeschichtlichem Wert. Im 18. Jahrhundert erbaut, Obergeschoss weitgehend 19. Jahrhundert, um 1936 umgebaut durch Architekt Alfred Waldleben. Erneut umgebaut und saniert nach 1990. Zweigeschossiger Putzbau. Heute im Erdgeschoss Putznutung, Schaufenster und Ladentür neu. Fünfachsiges Obergeschoss mit Putzeinfassungen der schlichten Rechteckfenster. Flaches Satteldach mit zwei Reihen zu großer stehender Gauben, die mehrreihig angeordnet wurden. Im Kern noch bauzeitliche Reste, beispielsweise aus dem 18. Jahrhundert im Erdgeschoss Kreuzgewölbe mit Gurtbogen. Trotz seiner baulichen Veränderungen ist das Gebäude als Teil der Altstadtbebauung von ortsgeschichtlicher und städtebaulicher Bedeutung. | 09246043 |
|                                         | Wohnhaus in geschlossener Bebauung | Straßberger Straße 9 (Karte) | Im Kern 18. Jahrhundert | Ehemals mit Tordurchfahrt, baulich überformtes Gebäude, jedoch im Kern 18. Jahrhundert, von stadtgeschichtlichem Wert, bildprägend. Grundlegender Umbau 1875 durch den Architekten Ferdinand Härtel, weitere Veränderungen durch jüngste Baumaßnahmen. Im Haus blieben aber Reste des historischen Baubestandes erhalten, so dekorativ gestaltete Türen um 1790. Das schlichte Bürgerhaus in geschlossener Bebauung gehört zum historischen Stadtkern von Plauen und zu den wenigen Gebäuden mit erhaltenem Baubestand aus dem 18. Jahrhundert, der die Bombardierung Plauens überstand. Hieraus leitet sich die stadtgeschichtliche Bedeutung des Hauses ab. Dreigeschossiger massiver Putzbau, Fassade stark verändert, Obergeschoss noch weitgehend 19. Jahrhundert, Reste Bausubstanz aus dem 18. Jahrhundert, in den Erdgeschoss Kreuzgewölbe mit Gurtbogen. | 09301830 |
|                                         | Wohnhaus in geschlossener Bebauung | Straßberger Straße 11 (Karte) | Im Kern 18. Jahrhundert | Mit Ladeneinbau, baulich überformtes Gebäude, im Kern aber 18. Jahrhundert, daher von stadtgeschichtlichem Wert. Grundlegender Umbau 1875 durch den Architekten Ferdinand Härtel. Gegenwärtig teilsaniert. Im Haus blieben Reste des historischen Baubestandes erhalten. Das schlichte Bürgerhaus gehört zum historischen Stadtkern von Plauen und zu den wenigen Gebäuden mit erhaltenem Baubestand aus dem 18. Jahrhundert, der die Bombardierung Plauens überstand. Hieraus leitet sich die stadtgeschichtliche Bedeutung des Hauses ab. Dreigeschossiger massiver Putzbau, Obergeschoss weitgehend 19. Jahrhundert, Erdgeschoss mit Resten von Bausubstanz aus dem 18. Jahrhundert, so Kreuzgewölbe mit Gurtbogen. | 09301831 |
|                                         | Wohnhaus in geschlossener Bebauung und in Ecklage | Straßberger Straße 11a (Karte)                                                                                                   | Im Kern 18. Jahrhundert | Baulich überformtes Gebäude, im Kern 18. Jahrhundert, daher von stadtgeschichtlichem Wert. Das Gebäude in geschlossener Bebauung und in Ecklage hat noch einen Kern aus dem 18. Jahrhundert und ist deshalb aus baugeschichtlichen Gründen denkmalrelevant. Kreuzgewölbe und Gurtbögen im Erdgeschoss, steiles Walmdach, die heutige Fassade ist aber „freie Erfindung“, die zentrale Gaupe stammt vermutlich noch aus dem Umbau des Hauses durch Richard Vogel 1889, dem Lehrer an der Königlich-Sächsischen Baugewerkeschule Plauen (1898–1908). Obergeschoss weitgehend 19. Jahrhundert, Reste Bausubstanz aus dem 18. Jahrhundert, in den Erdgeschoss Kreuzgewölbe mit Gurtbogen, steiles Walmdach. | 09301832 |
|                                         | Wohnhaus in Ecklage und in halboffener Bebauung | Straßberger Straße 13 (Karte) | Um 1780, 1886 überformt | Mit Laden, Wohnhaus mit wertvoller barocker Innenausstattung, von stadtgeschichtlichem Wert. Das Wohnhaus in Ecklage und in halboffener Bebauung, tief in die Seitengasse hineingehend, wurde um 1780 erbaut, aus dieser Zeit finden sich noch Teile der Innenausstattung (Stuckdecken, barocke Türen, Rokoko-Verzierungen in Form von Blattstern, Rocaillen, Rankenwerk, Tierfiguren) von Seltenheitswert. Profiliertes Traufgesims, Erdgeschoss mit Putzrustika. Das Erdgeschoss der Schauseite völlig in Schaufenstern aufgelöst, so dass auch die Umbauten, die Feodor Müller, Lehrer an der Baugewerkeschule, 1886 für Christian Schneider vorgenommen hat, nicht ohne weiteres erkennbar sind. Zweigeschossiger Putzbau, Fassade der Straßenfront stark vereinfacht, Hinterseite und Seite zur Nebengasse restauriert in barocker Gestaltung, reiche originale, nur noch selten anzutreffende Innenausstattung, originale schöne Haustür. | 09245890 |
|                                         | Wohnhaus in geschlossener Bebauung, mit Gasthaus | Straßberger Straße 14 (Karte) | Vor 1800 | Zeittypischer Putzbau von baugeschichtlicher, stadtgeschichtlicher und bildprägender Bedeutung. Zweigeschossiger schlichter Putzbau, Erdgeschoss korbbogige Saalfenster mit Schlusssteinen, Obergeschoss mit sechs Achsen, Satteldach mit späteren Ausbauten, seitliches Türportal mit Korbbogen (Neuanfertigung), historische Gaststätte, seit 150 Jahren „Goldener Löwe“, im gesamten Erdgeschoss Kreuzgewölbe. | 09246044 |
|                                         | Wohnhaus in geschlossener Bebauung | Straßberger Straße 15 (Karte) | 1872 | 1872 Alfred Walsleben für Richard Ebert, 1930 Bauherr Eichhorn. Dreigeschossig, fünf Achsen, Mezzaningeschoss, schönes zweiflügeliges Tor mit Oberlicht, Gebäude im Kern vermutlich älter. Mit Laden, wichtig aus straßenbildprägenden Gründen als Teil der einzigen geschlossen erhaltenen Straße aus der 2. Hälfte des 19. Jahrhunderts im Ortskern Plauen. | 09245892 |
|                                         | Wohnhaus in geschlossener Bebauung, mit Innenhof, altem Keller und Hintergebäude | Straßberger Straße 16 (Karte) | Vor 1500 (Keller), vor 1800 (Wohnhaus) | Ehemalige Fleischerei, Kern 18. Jahrhundert, mit mittelalterlichem Keller, von baugeschichtlicher Bedeutung. Zweigeschossiger Putzbau, steiles Satteldach mit neueren stehenden Gauben, bemerkenswerter tonnengewölbter mittelalterlicher Keller unter dem Haus. | 09247448 |
|                                         | Wohnhaus (Vordergebäude an der Straßberger Straße) in geschlossener Bebauung sowie Handelshaus (hofseitig), Gartenpavillon und Kontorgebäude (Hofbereich), Einfriedungsmauer mit Scheintor sowie Reste der Stadtbefestigung (Stadtmauerreste im Bereich des Gartenpavillons) | Straßberger Straße 17 (Karte) | 1789, später überformt | Im Kern barockes Handelshaus, Fachwerkgartenpavillon, regionalhistorisch bedeutsamer Gebäudekomplex. Baukomplex, bestehend aus dem Vorderhaus an der Straßberger Straße, einem ehemaligen Handelshaus sowie einem Kontorhaus, einem Gartenpavillon und der Grundstückseinfriedung. Diese Baulichkeiten entstanden in verschiedenen Bauetappen. Aufgrund des Alters und der authentisch erhaltenen Bausubstanz sowie der städtebaulichen Einordnung erlangen die beschriebenen Baulichkeiten bau-, ortsgeschichtliche sowie städtebauliche Bedeutung. - Vorderhaus: Wohn- und Geschäftshaus, dreigeschossiger und fünfachsiger Putzbau, zwischen erstem und zweitem Obergeschoss Stuckmedaillons, im Erdgeschoss barock, Mitte 19. Jahrhundert aufgestockt und überformt - Ehemaliges Handelshaus: zweigeschossiger Ziegelbau, 1789, im Erdgeschoss große kreuzgratgewölbte Halle sowie Keller aus der gleichen Zeit, vier quadratische Pfeiler und Gurtbögen stützen dieses, neunjochiges Gewölbehofseitig großes Portalgewände, Granit, Schlussstein mit Zeichen der Freimaurer, großes Eisentor, der Bauherr war Mitglied der Freimaurerloge und Handelsherr, die Freimaurerloge hatte ursprünglich ihren Sitz im heutigen Gartenpavillon, barocke Kreuzstockfenster - Gartenpavillon: auf Stadtmauer aufsitzend Fachwerklusthaus, zweigeschossig, Erdgeschoss massiv verputzt, Fachwerk-Obergeschoss, das Fachwerk ausgefacht mit Ziegeln - Kontorgebäude: Ziegelmauerwerk, ursprünglich verputzt, Granitgewände bzw. Sohlbänke aus Granit, Tür um 1900, Zeltdach, Biberschwanzdoppeldeckung - Einfriedung des Grundstücks: Bruchsteinmauer mit Nischen aus der Zeit des Dreißigjährigen Krieges (um 1640) mit Scheintor (Nische mit Korbbogenabschluss), dieses bekrönt von Dreieckgiebel | 09245891 |
|                                         | Wohnhaus in geschlossener Bebauung und in Ecklage, mit Innenhof und Hintergebäude | Straßberger Straße 18 (Nobelstraße 2) (Karte)                                                                                    | Vor 1500 (ältester Bestand), vor 1800 (wesentlicher Bestand)                                                                                          | Siehe Nobelstraße 2 | 09247449 |
|                                         | Ehemaliges Wohnhaus in geschlossener Bebauung | Straßberger Straße 19 (Karte) | 1876 | Das Haus wurde an der Stelle eines mittelalterlichen kleinen Vorgängerbaus 1876 neu errichtet. Der Vorgängerbau wird als „Torschließerhaus“ bezeichnet, weil es unmittelbar an der Stadtmauer stand und dieser Funktion diente. Schlichte dreigeschossige und vierachsige Putzfassade, die Eingangsachse als flacher Seitenrisalit, profiliertes Traufgesims. Die ehemals kleinen Wohnungen (heute Pensionszimmer) werden durch eine steinerne Wendeltreppe erschlossen. Das Haus wurde denkmalgerecht saniert und wird heute als Pension genutzt. Es gehört nun zum Gasthaus „Altes Handelshaus“. Der Denkmalwert ergibt sich aus der bau- und stadtgeschichtlichen sowie städtebaulichen Bedeutung des Hauses. | 09303679 |
|                                         | Pfarrhaus der St. Johannis-Gemeinde | Untere Endestraße 4 (Karte) | 1902 | Aufwendig gestalteter Historismusbau von stadtentwicklungsgeschichtlicher und baugeschichtlicher Bedeutung, errichtet 1902 nach den Plänen Max Mayers. Putzbau mit zahlreichen porphyrfarbenen Naturstein-Gestaltungselementen, dreigeschossig, viele Achsen durch gekuppelte und reich ornamentbekrönte Fenster definiert, Sockelgeschoss Werkstein, Türen, Fenster und Vergitterung original, auch Fassadengliederung durch Fachwerkelemente wie geschnitztes hölzernes Dachhaus, zentraler zweigeschossiger massiver Erker mit neogot. Ornament verziert, Bekrönung des mächtigen Gebäudes durch zwei dominante Staffelgiebel, polygonaler Eckerker mit kleinem pyramidalem Dach und neogotischer Verzierung, auf Säule stehend, darunter Christusbildnis, auf der Kirchplatzseite säulengestützter Balkon | 09246018 |
| Weitere Bilder                          | Büste für Julius Mosen | Unterer Graben (Karte) | 1888 | Anlässlich seines 85. Geburtstages am 8. Juli 1888 wurde dem vogtländischen Dichter und Dramaturgen Julius Mosen dieses Denkmal geschaffen. An diesem Tag enthüllte man die 1,20 m hohe Bronzebüste auf dem Postplatz, die später in die Reichsstraße umgesetzt wurde. Zum 150. Geburtstag Mosens 1953 stellte die Stadt das Denkmal am Stadtparkring auf. Im Sommer 1997, im 130. Todesjahr des Dichters, kam es ins Zentrum der Vogtlandmetropole auf den Platz zwischen Oheim-Passage und Nonnenturm zurück. Die Büste wurde vom Dresdner Professor Gustav Adolph Kietz modelliert und von der Dresdner Kunstgießerei Bierling gegossen. Dieses Denkmal blieb von der Demontage für Rüstungszwecke verschont, weil es als heimatgeschichtlich und künstlerisch wertvoll erachtet wurde. | 09247433 |
| Weitere Bilder                          | Neues Rathaus (Anschriften: Altmarkt 1a, Herrenstraße 19, Marktstraße 2/4 und Unterer Graben 1) | Unterer Graben 1 (Altmarkt 1a, Herrenstraße 19 und Marktstraße 2/4) (Karte)                                                      | 1910 | Siehe Altmarkt 1a | 09245767 |

## Ehemaliges Denkmal
| Bild | Bezeichnung                        | Lage                   | Datierung | Beschreibung                                         | ID |
| ---- | ---------------------------------- | ---------------------- | --------- | ---------------------------------------------------- | -- |
|      | Wohnhaus in geschlossener Bebauung | Klostermarkt 6 (Karte) | Um 1890   | Mit Laden, nach 2009 von der Denkmalliste gestrichen |    |

## Tabellenlegende
- Bild: Bild des Kulturdenkmals, ggf. zusätzlich mit einem Link zu weiteren Fotos des Kulturdenkmals im Medienarchiv Wikimedia Commons. Wenn man auf das Kamerasymbol klickt, können Fotos zu Kulturdenkmalen aus dieser Liste hochgeladen werden:
- Bezeichnung: Denkmalgeschützte Objekte und ggf. Bauwerksname des Kulturdenkmals
- Lage: Straßenname und Hausnummer oder Flurstücknummer des Kulturdenkmals. Die Grundsortierung der Liste erfolgt nach dieser Adresse. Der Link (Karte) führt zu verschiedenen Kartendiensten mit der Position des Kulturdenkmals. Fehlt dieser Link, wurden die Koordinaten noch nicht eingetragen. Sind diese bekannt, können sie über ein Tool mit einer Kartenansicht einfach nachgetragen werden. In dieser Kartenansicht sind Kulturdenkmale ohne Koordinaten mit einem roten bzw. orangen Marker dargestellt und können durch Verschieben auf die richtige Position in der Karte mit Koordinaten versehen werden. Kulturdenkmale ohne Bild sind an einem blauen bzw. roten Marker erkennbar.
- Datierung: Baubeginn, Fertigstellung, Datum der Erstnennung oder grobe zeitliche Einordnung entsprechend des Eintrags in der sächsischen Denkmaldatenbank
- Beschreibung: Kurzcharakteristik des Kulturdenkmals entsprechend des Eintrags in der sächsischen Denkmaldatenbank, ggf. ergänzt durch die dort nur selten veröffentlichten Erfassungstexte oder zusätzliche Informationen
- ID: Vom Landesamt für Denkmalpflege Sachsen vergebene, das Kulturdenkmal eindeutig identifizierende Objekt-Nummer. Der Link führt zum PDF-Denkmaldokument des Landesamtes für Denkmalpflege Sachsen. Bei ehemaligen Kulturdenkmalen können die Objektnummern unbekannt sein und deshalb fehlen bzw. die Links von aus der Datenbank entfernten Objektnummern ins Leere führen. Ein ggf. vorhandenes Icon  führt zu den Angaben des Kulturdenkmals bei Wikidata.

## Ausführliche Denkmaltexte
1. ↑  Altes Rathaus (Dehio Sachsen II. München 1998, S. 809 f.):
„Erste Anlage eines städtischen Rathauses nach 1300, erstmals 1382 urkundlich erwähnt. 1506–08 spätgotischer Neubau unter dem Nachfolger von Arnold von Westfalen, nach dem Brand von 1548 Wiederaufbau in Renaissanceformen. Zahlreiche Umbauten im 17. und 19. Jahrhundert, grundlegende Erneuerung 1875. Laubenvorbau im Stil der Neurenaissance mit monumentaler Freitreppe von 1912.Restaurierungen des Außenbaus 1922. 1969–76, 1994/95, Innenräume nach 1950 und 1982–87. Bruchsteinbau mit Satteldach, die Gliederungen in Sandstein und Rochlitzer Porphyr, barocker Dachreiter über polygonalem Grundriss mit offenem Glockenturm, welscher Haube, Spitze und Knauf. Vom ältesten Bau erhalten das gotische Nordportal und Kellertüren, vom spätgotischen Umbau die Vorhangbogenfenster, das Vorhangbogenportal an der Südwestseite sowie das Spitzbogenportal an der Südseite, alle Bogenformen mit Überstabung. An der Südseite zweigeschossiger Rathauserker mit Verkündigungslaube, darüber der vordere Teil der Rathauskapelle. Im abgetreppten geschweiften Südgiebel von 1548 die Kunstuhr von Meister Puhkaw aus Hof, mit figurenreicher Rahmung, vielleicht von einem Egerländer Holzschnitzer. Darunter eine Sonnenuhr von 1784. Im Inneren spätgotisches Netzgewölbe und Balkendecken von 1508 im Erdgeschoss, eine gewirbelte und kannelierte tragende Holzsäule in der ehemaligen Steuerstube. Im Obergeschoss Balkendecke von 1548 in der ehemaligen Ratsstube, die reich profilierten Unterzüge von Meister Paul Mansagk aus Schneeberg.“
2. ↑  Weisbachsches Haus:
  - Kattundruckerei: erste Gebäude dieser Anlage für eine Kattunmanufaktur Mitte 18. Jahrhundert, Kattundrucker Joh. Aug. Neumeister aus Nürnberg begann 1777 mit Neubau des Hauses, 1778 fertiggestellt als Kattundruckerei, 1790 Anbau einer Baumwollspinnerei an Ostschmalseite, weitere Um- und Anbauten bis ins 1. Viertel des 19. Jahrhunderts besonders längs der Nordseite des Gebäudes, ab 1834 im Besitz der Spinnereifirma C. W. Weißbach aus Chemnitz, schwere Bombenschäden 1945, rund 60 m lange Straßenfront, dreigeschossig, 2 Risalite viergeschossig, Giebel durch Zinkgussvasen bekrönt, Hauptportale in den Risaliten, umrahmt von einer über Eck gestellten Pilasterarchitektur, Massivbau aus Bruchsteinen und teilw. Ziegelsteinen, Mansardgeschoss in Fachwerk, kräftige Gesimse, Putzbau, Erdgeschoßräume gewölbt, hinter den 3 Portalen Torhallen, Wohnräume in beiden Obergeschossen, Manufakturcharakter im Inneren bestimmend, Formensprache an fränkischen Barock erinnernd Fabrikpark
  - Beschreibung des Gartendenkmals (Nora Kindermann, 11. Januar 2011): Nachdem die Regulierung der Weißen Elster (1897–1902) im Bereich des Weisbachschen Gartens in den Jahren 1898/99 abgeschlossen war und der ursprünglich durch den jetzigen Garten verlaufende Teil des Flusses zugeschüttet worden war, wurde der Garten auf einem Teil der ehemaligen Bleichwiesen angelegt. Er diente der Erholung der Hausbewohner und teilweise auch der Mitarbeiter der Firma sowie der Versorgung mit Obst und Gemüse. Der Garten war ursprünglich mit dem benachbarten Gartengrundstück der Familie Hempel (ebenfalls Fabrikanten, zu denen verwandtschaftliche Verhältnisse bestanden) verbunden (Flurstück Nummer 1361a). Der Gartendurchgang existiert heute nicht mehr. Der im Garten der Familie Hempel befindliche Pavillon (heute nur noch das Fundament vorhanden) prägte auch das Gartenbild des Weisbachschen Gartens. Ein weiteres verbindendes Element waren entlang der Hofwiesenstraße gepflanzte Rotdorne, die heute noch zum Teil im Garten Hempel vorhanden sind. Unter der Pflege des Gartens durch Bernhard Weisbach wurden zahlreiche dendrologische Besonderheiten in den historischen Bestand ergänzt. Nachfolgend eine Auswahl (zum Teil nicht mehr vorhanden): Feuer-Ahorn, Vielblütiger Apfel, Blut-Buche, Eibe, Ginkgo, Glanzmispel, Japanischer Blüten-Hartriegel, Ledebours Heckenkirsche, Zirbel-Kiefer, Garten-Magnolie, Gold-Pappel, Strauch-Pfingstrose, Rhododendren, Riesenmammutbaum, Borstige Robinie, Hecht-Rose, Gemeiner Seidelbast, Speierling, Thunbergs Spierstrauch, Geflügelter Spindelbaum, Japanische Zaubernuß, Vielblütige Zwergmispel (Literatur: Werte unserer Heimat, Bd. 44, 1986, S. 121). Im Südwesten des Gartens wurde in den letzten zehn Jahren ein Obstgarten mit alten Rosensorten angelegt, der an den ehemaligen Elsterverlauf im Garten erinnern soll.
  - Bauliche Schutzgüter:
    - Gebäude: Eiskeller in Erdhügel eingebettet mit Trockenmauern zum Geländeabfang
    - Einfriedung: auf der Nordseite Holzplankenzaun mit Sandsteinpfosten, Süd- und Westseite historischer Metallzaun (zum Teil lückig), zum Nachbargrundstück nach Osten Maschendrahtzaun

  - Erschließung:
    - Zugänge: zwei Zugänge, Zugang von Norden über zweiflügeliges Holztor (historisch), neu geschaffener Zugang von Westen (der in der südwestlichen Ecke historisch belegbare Zugang existiert nicht mehr, er wurde im Zuge einer Baumaßnahme in den 1980er Jahren beseitigt)
    - Wegesystem: geschwungenes Wegesystem mit einer Abstreu aus weißem Kies, diese heute zum Großteil überwachsen (bei oberflächennaher Schürfe jedoch leicht zu finden)

  - Gartenausstattung: von ehemals drei grottenartig gestalteten Sitznischen, sind noch zwei ungefähr in der Mitte des Gartens erhalten, die Steinsetzungen sind zum Teil stark überwachsen, gemauerter Sockel ohne Aufsatz in der nördlichen Gartenhälfte, ursprünglich für Vogeltränke entstanden
  - Wasserelemente: rundes, flaches Wasserbecken aus Beton in der südöstlichen Gartenecke, ein eckiges Wasserschöpfbecken nahe dem nördlichen Eingang, ein weiteres eckiges Schöpfbecken im südlichen Gartenteil
  - Vegetation:
    - Einzelbäume: Stieleiche (Quercus robur), Roteiche (Quercus rubra) mit unterschiedlichen Herbstfärbungen, Blutbuche (Fagus sylvatica 'Atropurpurea'), Rotblättriger Bergahorn (Acer pseudoplatanus 'Atropurpureum'), Hochstubben einer Goldpappel (Populus canadensis f. aurea, Van Geert ex Dippel ), weitere Pflanzungen dendrologischer Besonderheiten, die nicht historisch belegbar sind und auf Bernhard Weisbach zurückgehen
    - Sträucher und Stauden: an alten Beständen Rhododendron in Sorten, Flieder (Syringa vulgaris), Schneebeere (Symphoricarpos orbiculatus), Bauernjasmin (Philadelphus spec.), sowie zahlreiche dendrologische Besonderheiten, die auf Pflanzungen von Bernhard Weisbach zurückgehen

  - Sonstige Schutzgüter: Blickbeziehung zwischen Garten und Gebäude (Weisbachsches Haus), zur Johanniskirche
  - Denkmalwert: personengeschichtlich, ortsgeschichtlich, gartenhistorisch (Beispiel für Fabrikantengarten)